# Кононов, Василий Макарович
Васи́лий Мака́рович Ко́нонов (латыш. Vasilijs Kononovs, 1 января 1923, село Страуя Лудзенского уезда (ныне Лудзенский край), Латвия — 31 марта 2011, Рига) — во время Великой Отечественной войны советский партизан, командир партизанского отряда 1-й Латвийской партизанской бригады, подрывник. После войны — начальник отдела уголовного розыска и начальник транспортной милиции Латвийской ССР. Полковник милиции.
Признан Верховным Судом Латвии военным преступником за убийства 9 жителей села Малые Баты (включая 3 женщин, из них 1 беременная; 1 мужчина и 1 женщина были сожжены заживо), которых партизаны сочли сотрудничавшими с немцами. Большая палата Европейского суда по правам человека оставила вердикт латвийского суда в силе, отменив прежнее решение Палаты ЕСПЧ о неправомочности уголовного преследования Кононова.

## Биография

### Детство, юность. Начало войны
Детство прошло в самой бедной части Латвии — Латгалии, неподалёку от города Лудзы. Учился в деревенской школе, помогал родителям в сельском хозяйстве. В 1940 году, с установлением в Латвии советской власти, вступил в комсомол и руководил местной комсомольской организацией. В июле 1941 года Василий ушёл из дома вместе с отступающими частями Красной Армии. В течение пяти месяцев обучался на подрывника в городе Ижевске.

### Партизанская деятельность Кононова
В июне 1943 года был десантирован с самолёта «Дуглас» на территорию оккупированной немцами Латвии. Находясь в составе 1-й Латвийской партизанской бригады, сразу показал себя одним из лучших подрывников, позднее был назначен командиром группы подрывников, а к 1944 году уже командовал партизанским отрядом. За боевые заслуги был награждён орденом Ленина и медалями.

### Инцидент в селе Мазие Бати (Малые Баты)
Отряд под руководством Кононова 27 мая 1944 года убил девятерых жителей латгальской деревни Мазие Бати (Малые Баты) за то, что те, по мнению Кононова, выдали немцам 12 партизан из группы Константина Дмитриевича Чугунова (?—02.03.1944) 29 февраля того же, 1944 года. Установлены их имена (Васильев П., Егоров А., Жуков С., Константинов Виталий, Николаев А., Павлов М., Парфёнова Елена, Семёнов М., Фёдоров И. и Чугунова Алёна Константиновна (1944—1944)).
Из девятерых: расстреляны Шкирманты Юлиан (1895—1944) и Владислав (1906—1944), Шкирманты Бернард (1894—1944) и Елена (1887—1944) сожжены живьём, Крупник Модест (1895—1944) — расстрелян, Буль Амвросий (1890—1944), Крупники Вероника (1881—1944), Николь (1907—1944) и Текла (1910—1944) — расстреляны, а их трупы сожжены.
Эту операцию современные латвийские власти расценили как военное преступление, поскольку среди убитых были три женщины, из них одна на 9-м месяце беременности, и «дело Кононова» получило огласку спустя десятилетия. Латвийский суд постановил, что Кононов лично участвовал в действиях отряда, хотя сам Кононов и утверждал, что он находился вне деревни.

### Послевоенная деятельность
В послевоенное время В. М. Кононов служил в качестве офицера в органах милиции республики. Находился на должности начальника отдела внутренних дел Карсавской волости, где действовали «лесные братья», потом был переведён в город Ригу. Работал начальником уголовного розыска управления милиции Латвийской ССР, в последнее время возглавлял отдел транспортной милиции республики. Уволился в запас в звании полковника.

### Смерть и похороны
Скончался 31 марта 2011 года в рижской больнице от онкологического заболевания 4-й стадии.
Президент России Д. А. Медведев, председатель Правительства РФ В. В. Путин и мэр г. Москвы С. С. Собянин выразили соболезнования родным и близким умершего.
Похороны В. М. Кононова состоялись 5 апреля 2011 года в Риге, на кладбище Матиса. Он был похоронен рядом с сыном. В церемонии прощания приняли участие около ста человек, включая Чрезвычайного и Полномочного Посла Российской Федерации в Латвии А. А. Вешнякова.

## Процесс Василия Кононова

### Обстоятельства дела (версия обвинения)
Директор Латвийского Центра документации преступлений тоталитаризма Индулис Салите:
27 мая 1944 года, накануне Троицы, в деревню под руководством Василия Кононова прибыло спецподразделение «красных партизан», одетых в форменную одежду немецкой оккупационной армии. Партизаны разошлись по хуторам и собрали всех присутствующих мужчин, а также трое женщин, и их убили. Одна из женщин была на 9-м месяце беременности. Во время акции были убиты: Шкирмант Зулиан, 49 лет, — расстрелян, Шкирмант Владислав, 38 лет, — расстрелян, Шкирмант Бернард, 50 лет, — сожжён живьём, Шкирмант Гелен, жена Бернарда, 57 лет, — сожжена живьём, Крупник Модест, 49 лет, — расстрелян, Буль Амвроси, 54 лет, — расстрелян, труп сожжён, Крупник Вероника, 63 лет, — расстреляна, труп сожжён, Крупник Николь, 37 лет, — расстрелян, труп сожжён, Крупник Теко, 34 лет, — ждала ребёнка, расстреляна, труп сожжён. Факт насильственной смерти констатирован из записи в церковной книге, на основании архивных документов и свидетельских показаний 24 человек: детей убитых и жителей соседних деревень.
На основании архивных документов установлено, что Малые Баты не были включены в список опорных пунктов полиции немецкого оккупационного управления данного района, и ни один из жителей, убитых в этой акции, не был мобилизован в действующую службу и не состоял в милитаризованных формированиях немецких оккупационных властей. Все они были родом из этой деревни.
Насильственная акция против мирных жителей в мемуарах её исполнителей описывается как акция возмездия, а не как военная операция. Никто из жителей во время акции сопротивления не оказывал. Из свидетельских показаний видно, что после убийства людей, их дома были разграблены. Партизаны с собой взяли скот, продовольствие и одежду. После разграбления многие дома вместе с хозяйственными построениями были сожжены. Формальной причиной акции, совершённой спецподразделением Василия Кононова, послужил случай в феврале 1944 года. Тогда подразделение немецкой оккупационной армии окружило и уничтожило группу «красных партизан», которая спряталась в деревне.

После этой акции напуганным жителям для самообороны были выданы винтовки, которые они спрятали в недоступных для детей местах. Официальных документов, подтверждающих, что к гибели «красных партизан» причастны жители деревни, не найдено. По факту неоправданного убийства мирных жителей 27 мая 1944 года, в соответствии со статьёй 68.3 Уголовного кодекса Латвийской Республики, в январе 1998 года было возбуждено уголовное дело.

Войдя в деревню, партизаны по указанию Кононова разделились на несколько групп и пошли по домам. Одна группа напала на дом Модеста Крупникса, отняла у него оружие и велела выйти из жилого дома. На просьбу Крупникса не убивать его в присутствии малолетних детей партизаны приказали ему бежать в лес и выстрелили вслед, смертельно ранив. Тяжело раненного Крупникса оставили на опушке, где он истёк кровью и был найден на утро следующего дня. Его стоны и крики о помощи слышали жители деревни, но побоялись подойти.
Сам Кононов вместе с Лебедевым и Гоголем напал на дом Мейкулиса Крупникса. Лебедев вывел Крупникса из бани, избил его и отвёл в дом. Туда же привели Амброжса Булса. Кононов лично застрелил его. Крупникс и его мать были ранены, а дом подожжён. Кроме упомянутых лиц в огне погибла Текла Крупникс. Также были сожжены хозяйственные постройки — хлев, клеть, сарай.
Ещё одна группа партизан, дойдя до дома Шкирмантса, подняли его с постели, в которой он спал вместе со своим годовалым ребёнком, вывели в нижнем белье на улицу и убили. Дом был подожжён, в нём погибла жена Шкирмантса.

Таким образом, Кононов и партизаны убили девять гражданских жителей деревни, из них шесть, в том числе трёх женщин, сожгли.— Выдержка из приговора суда Латвийской Республики, 2000 год

### Версия Кононова
«…В феврале 1944 года в населённый пункт Малые Баты вошёл партизанский отряд майора Чугунова. Местные жители заверили партизан, что немцев в селе нет, и разместили их на отдых. После этого радушные хозяева вызвали в село немецкие войска, и отряд майора Чугунова был уничтожен (погибли все партизаны, включая женщин и одного грудного ребёнка). Партизаны провели расследование и на трибунале приговорили жителей села, причастных к предательству, к смерти. В мае партизанский отряд, одним из бойцов которого был уроженец Латвии Василий Кононов, 1922 года рождения, вошёл в село и привёл приговор в исполнение. Были казнены девять предателей — шесть мужчин и трое женщин — после чего партизаны ушли из села. В селе остались 24 человека, семеро из них были очевидцами казни…»
Согласно материалам «Российской газеты», отряд Василия Кононова, приводя в исполнение приговор об уничтожении коллаборационистов, казнил и женщину, которая в момент расстрела была беременной. Там же сообщаются подробности уничтожения партизан в феврале 1944 г.: согласно статье, 12 партизан, войдя в деревню Малые Баты, постучались в дверь дома местного жителя Модеста Крупниекса, который накормил и уложил их спать в сарае. После того, как хозяин дома убедился, что отряд красных партизан спит, он сообщил о них своему соседу Булсу, старшему группы полицаев-шутцманов в этом селе. Тот сразу же поехал в соседнюю деревню, где располагался немецкий гарнизон. Утром сарай с партизанами был окружён немцами, подожжён и все, кто в нём находился, погибли в огне. Вырваться из запертого сарая попытались радист и медсестра Таня с ребёнком, но они были расстреляны при выходе пулемётными очередями.
По итогам спецоперации по уничтожению партизан Крупниекс получил от оккупационных властей награду — деньги, новую веялку, 10 кг сахара и строительный лес.
Согласно показаниям Кононова, данными им на судебном процессе, отряд был инструктирован захватить шесть полицаев, чтобы они предстали пред судом. Также, по признанию адвоката Василия Кононова Михаила Иоффе, он несколько раз пытался донести до судей, что, согласно Всеобщей декларации прав человека, «никто не может быть осуждён за преступление на основании деяния или за бездействие, которые во время их совершения не составляли преступления по национальным законам или по международному праву», так что Василий Кононов вообще не является субъектом данного преступления.

### Ход дела
За уничтожение девяти жителей Латвии в 1944 году, являвшихся, по словам Кононова, активными пособниками нацистов, Василий Кононов был арестован латвийскими властями по обвинению в военных преступлениях в 1998 году. В сентябре 1998 года, январе 2000 года и в январе 2001 года Госдума России выступила с заявлениями по поводу дела Кононова. В 2000 году Рижский окружной суд приговорил его к шести годам лишения свободы «за геноцид, преступления против человечности», но после обжалования приговора в апреле 2001 года Верховный суд Латвии освободил Кононова из-под стражи и направил дело на доследование. 3 октября 2003 года Латгальский окружной суд снял с Кононова обвинения в военных преступлениях, но признал виновным в бандитизме. Суд установил, что смерть мужчин из Малых Бат может считаться необходимой и справедливой по военным меркам, но постановил, что не было оснований для убийства трёх женщин или сжигания строений в деревне. Поскольку же бандитизм не попадает в категорию преступлений, по которым нет срока давности, окружной суд освободил Кононова от уголовной ответственности. Прокуратура опротестовала это решение, и на возобновившемся процессе прокурор потребовал для подсудимого наказания в виде 12 лет лишения свободы. В 2004 году Верховный суд Латвии Кононова признал виновным в военных преступлениях, но тут же освободил его в зале суда, так как тот уже отбыл назначенное ему наказание — один год и восемь месяцев.
В 2000 году, после освобождения, Кононову было предоставлено гражданство России, а из-за того, что закон Латвии не допускает двойное гражданство, от латвийского ему пришлось отказаться. Тем не менее эмигрировать в Россию Кононов отказался. Жил в Риге.

### Решение палаты ЕСПЧ
Кононов опротестовал приговор в Европейском суде по правам человека в Страсбурге.
Жалоба Кононова против Латвии, где он осуждён за геноцид, в Европейском суде по правам человека была зарегистрирована 26 августа 2004 года. С тех пор адвокаты Кононова, ссылаясь на его состояние здоровья, неоднократно направляли в Страсбург ходатайства с просьбой ускорить процесс и назначить дату рассмотрения дела. Однако в приоритетном рассмотрении дела ЕСПЧ долгое время отказывал.
20 сентября 2007 года состоялось первое слушание дела Кононова в ЕСПЧ. 17 декабря суд признал жалобу приемлемой.

Решением от 24 июля 2008 года палата Европейского суда по правам человека вынесла решение о неправомочности уголовного преследования Василия Кононова на основании статьи 7 Европейской конвенции о защите прав человека и основных свобод, гласящей:

1. Никто не может быть осуждён за совершение какого-либо деяния или за бездействие, которое согласно действовавшему в момент его совершения национальному или международному праву не являлось уголовным преступлением.

В обосновании приговора палаты утверждалось, в частности, следующее:
Хотя ничто не указывало, что шесть мужчин, убитых 27 мая 1944 года были членам вспомогательной латвийской полиции, тем не менее, они получили винтовки и гранаты от немцев. <…> Суд не установил, что шесть убитых можно рассматривать в качестве «гражданских», и учёл, что данное понятие не было установлено Гаагской конвенцией от 1907 года.
Суд отметил, что операция 27 мая 1944 года носила избирательный характер, поскольку она была осуществлена против шестерых определённых, установленных мужчин, в отношении которых были серьёзные подозрения, что они сотрудничают с нацистскими оккупантами. Партизаны обыскали их дома, и только после того, как были обнаружены винтовки и гранаты, предоставленные немцами — материальное доказательство их сотрудничества — они были казнены. И наоборот, вся деревня была сохранена.
Суд считает, что не было удовлетворительно показано, что атака 27 мая 1944 года по существу противоречила законам и обычаям войны, как описано в Инструкциях, дополняющих Гаагскую конвенцию от 1907 года.
При допущении, что смерть трёх женщин из Малые Баты была результатом превышения полномочий красными партизанами, Суд установил, что, как и в случае шестерых мужчин, решения латвийских судов не содержат указаний точной степени вовлечённости истца в их казни. Таким образом, не было установлено, что он сам убил женщин, или он приказал или подстрекал своих товарищей сделать это. В любом случае, Суд считает, что даже если виновность истца основаны на национальном праве, то очевидно несоответствие требований Статье 7, поскольку, даже если допустить, что он участвовал в одном или большем количестве преступлений в соответствии с общим правом в 1944 году, их законодательное действие окончательно прекратилось в 1954 году, и осуждать его за эти преступления практически полвека спустя после окончания их действия, противоречило бы принципу предсказуемости. Следовательно, Суд считает, что истец объективно не мог предвидеть 27 мая 1944 года, что его действия будут расценены, как военное преступление по международным законам, которые регулировали критерии допустимого в войне в то время. Таким образом, не было законодательно достоверного основания в международном праве, по которому его можно было обвинить в подобном преступлении, даже если допустить, что истец участвовал в одном или нескольких преступлениях в соответствии с национальным законом, национальное законодательство 2004 года также не может более служить основанием для обвинения, так как нарушается Статья 7.
Суд четырьмя голосами против трёх постановил частично удовлетворить иск Кононова, и обязал латвийские власти выплатить ему компенсацию в 30 тысяч евро и также единогласно принял решение об отклонении всех остальных требований истца.

### Реакция сторон и комментарии
По словам Василия Кононова, «признано, что Латвия не имела никаких оснований меня репрессировать. Я получил окончательный приговор. Он занимает 45 страниц. Это моя окончательная победа, к которой я шёл долгих восемь лет. Никаким придиркам она не подлежит».
Представительница Латвии в ЕСПЧ Инга Рейне заявила, что латвийский МИД ознакомился с решением по делу Василия Кононова и, скорее всего, обжалует его. «Такой минимальный перевес указывает на неоднозначность вынесенного заключения. Важно обратить внимание и на то, насколько радикально разделились мнения судей по этому делу, что является довольно редким случаем», — заявил министр иностранных дел Латвии Марис Риекстиньш.
Известный российский правозащитник и диссидент Александр Подрабинек считает, что решение ЕСПЧ весьма неоднозначное и создаёт возможность опротестовать вердикт Нюрнбергского трибунала — точно на том же основании, на котором вынесен оправдательный приговор Кононову.

### Решение Большой палаты ЕСПЧ
В январе 2009 года Латвия обжаловала решение Страсбургского суда, и дело было передано на рассмотрение Большой палаты ЕСПЧ.
Латвийская сторона настаивала на том, что Советский Союз являлся таким же оккупантом, как и Третий рейх. По словам Юрия Ларина, адвоката Кононова: «Вот эта теория двойной оккупации была придумана для того, чтобы подтянуть дело Кононова к составу военного преступления».
В качестве «третьей стороны» по делу выступали также Россия и Литва. На поддержку Кононова правительство Москвы выделило 5 миллионов рублей.
По словам Василия Кононова, он скептически рассматривал свои шансы. Он считал, что «дело имеет политическую окраску» и что на судей ЕСПЧ было оказано политическое давление. При этом обе стороны обвиняли друг друга в давлении на суд. В частности, министр иностранных дел Латвии обвинил Россию во вмешательстве в судебный процесс. Аналогичное заявление в отношении Латвии сделал представитель МИД России и защитники Кононова в связи с запросом МИД Латвии об отводе одного из судей и просьбой скрыть этот запрос от других сторон дела.
Первое заседание Большой палаты ЕСПЧ по этому вопросу состоялось 20 мая 2009 года.
17 мая 2010 года, большинством в 14 голосов против 3 Большой палатой было принято решение в пользу латвийских властей. За решение в пользу Кононова проголосовали председатель ЕСПЧ, а также судьи от Болгарии и Молдавии. В своем приговоре суд указал:
- что в мае 1944 года военные преступления определялись как действия, противоречащие законам и обычаям войны, и что международное право определяло основные принципы, а также широкий спектр действий, составляющих эти преступления;
- что, если Кононов считал, что жители совершили военное преступление, он имел право только арестовать жителей, чтобы затем обеспечить им справедливое судебное разбирательство. Осуждение же жителей заочно, без их ведома и участия, с последующей казнью не может считаться справедливым;
- что Кононов проявил запрещенное международным правом предательство и вероломство, переодевшись в немецкую военную форму;
- что Кононов нарушил статьи международного права, гарантирующие женщинам, в особенности беременным, особое покровительство на войне;
- суд отверг утверждения, что действия Кононова подпадают под срок давности, указав, что военные преступления не имеют срока давности;
- суд отверг утверждения, что Кононов не мог предвидеть, что его действия будут впоследствии квалифицированы как преступление, указав, что в момент совершения действия Кононова являлись преступлением, которое определено с достаточной доступностью и предсказуемостью законами и обычаями войны[6][7].

Суд также счёл, что в его компетенцию по данному делу не входит оценка законности включения Латвии в состав СССР в 1940 году (пкт. 210).

### Особые мнения меньшинства Большой палаты
Четверо судей — Розакис, Шпильманн, Тулкенс и Ебенс, — выступили с совместным сходящимся особым мнением, дав отличное от большинства обоснование неприменимости срока давности к событиям в Малых Батах.
Меньшинство из троих судей — председатель суда Коста, Поалелунги и Калайджиева, — выступившее за то, чтобы признать нарушенной статью 7 ЕКПЧ, в своем расходящемся особом мнении, написанном Коста, задалось вопросами о том, когда сложились нормы международного права, со ссылкой на которые был осуждён Кононов: «„общие принципы права, признанные цивилизованными нациями“, по нашему мнению, были чётко определены в Нюрнберге, не раньше, — если не предполагать, что они существовали ранее. Если так, то с какого момента они существовали? Вторая мировая война? Первая? Гражданская война в США и кодекс Либера? Не является ли, при всем уважении, несколько умозрительным определять это в решении, выносимом в начале XXI века? Этот вопрос стоит того, чтобы его задать» (пкт. 14), а также о том, «мог ли заявитель предвидеть в то время, что более чем полвека спустя суд сможет усмотреть в его действиях основание для осуждения за преступление, которое, к тому же, не имело бы срока давности?» (пкт. 20) и выразило мнение, что «преследование заявителя не допускалось законом с 1954 года, согласно имевшему силу национальному законодательству, поскольку Уголовный кодекс 1926 года предусматривал срок давности в десять лет» (пкт. 18). Меньшинство пришло к следующему выводу: «а) правовое основание обвинения и осуждения заявителя в 1944 году не было достаточно ясным; b) оно не было в то время разумно предсказуемым, особенно со стороны самого заявителя; с) более того, преследование данного нарушения после 1954 года было запрещено применимым национальным законом; d) и, следовательно, заключение, что к действиям заявителя неприменим срок давности, приведшее к его осуждению, означало придание обратной силы уголовному закону не в интересах заявителя. По всем этим причинам мы считаем статью 7 нарушенной» (пкт. 23).

### Реакция на постановление Большой палаты ЕСПЧ
МИД Латвии 17 мая 2010 года заявил, что решение ЕСПЧ — «важный вклад в борьбу с безнаказанностью агентов государства, находящуюся в сфере внимания ООН и привлекающую всё больше внимания Совета Европы», поблагодарил Литву за поддержку, а также выразил мнение, что Россия пыталась повлиять на суд.
В этот же день МИД России негативно оценил постановление Большой палаты ЕСПЧ по делу Кононова, заявив, что Российская Федерация «после всесторонней оценки постановления и его юридических последствий сделает соответствующие выводы, в том числе относительно построения наших дальнейших отношений как с Судом, так и с Советом Европы в целом». Государственная дума России 21 мая также приняла жёсткое заявление в адрес Европейского суда по правам человека в Страсбурге, в котором, в частности, говорится, что постановление ЕСПЧ «может быть рассмотрено не только как опасный судебный прецедент и изменение правовых подходов к оценке событий Второй мировой войны, но и как попытка инициировать пересмотр решений Нюрнбергского трибунала». Заявление Госдумы было принято единогласно (за него проголосовали 443 депутата). Президиум Совета Федерации России направил Кононову обращение, в котором счёл, что «решение основано не на нормах права, а продиктовано исключительно политическими соображениями» Минюст России 28 мая сделал заявление, в котором говорится, что «подход ЕСПЧ к применению общепринятых международных норм и принципов (..) вызывает глубокое сожаление. В то же время, даже в этой редакции решение Европейского Суда не может толковаться как порочащее освободительную миссию советского народа в борьбе с фашистским агрессором» Президент России Д. Медведев прокомментировал решение ЕСПЧ, сказав, что «по сути, пересмотр ранее состоявшегося решения — это абсолютно политически ангажированное действо».
Адвокат Кононова М. Иоффе высказал мнение, что приговор ЕСПЧ противоречит решению Нюрнбергского трибунала. Один из представителей Латвии на суде, профессор У. Шабас, напротив, высказал мнение, что именно трое судей, не согласившихся с решением, по сути, считают решение Нюрнбергского трибунала противоречащим статье 7 ЕКПЧ. Иоффе подал прошение о пересмотре дела на основании новых рассекреченных данных российских архивов. В ноябре 2011 года суд отказал в пересмотре дела.

## Награды
- 27 советских государственных наград, в том числе:
  - Орден Ленина,
  - Орден Отечественной войны 1-й степени,
  - Орден Трудового Красного Знамени
- Лауреат премии «Соотечественник года-2005» (2005; вместе с Н.В. Тэссом) — за личный вклад в защиту прав российских соотечественников, проживающих за рубежом[61][62]